# Feronia

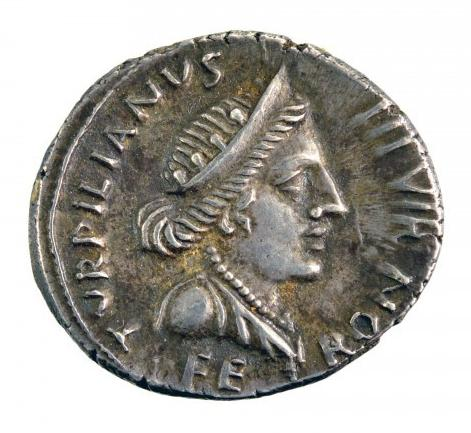
Denario dell'epoca di Augusto, in argento, coniato sotto il magistrato monetario Petronio Turpilliano. A destra, il busto di profilo della dea Feronia coronata da un diadema, vestita di un drappo, una collana al collo. Legenda: TURPILLIANUS III VIR FE RON ("Turpillianus essendo un magistrato triumviro monetario, a Feronia")

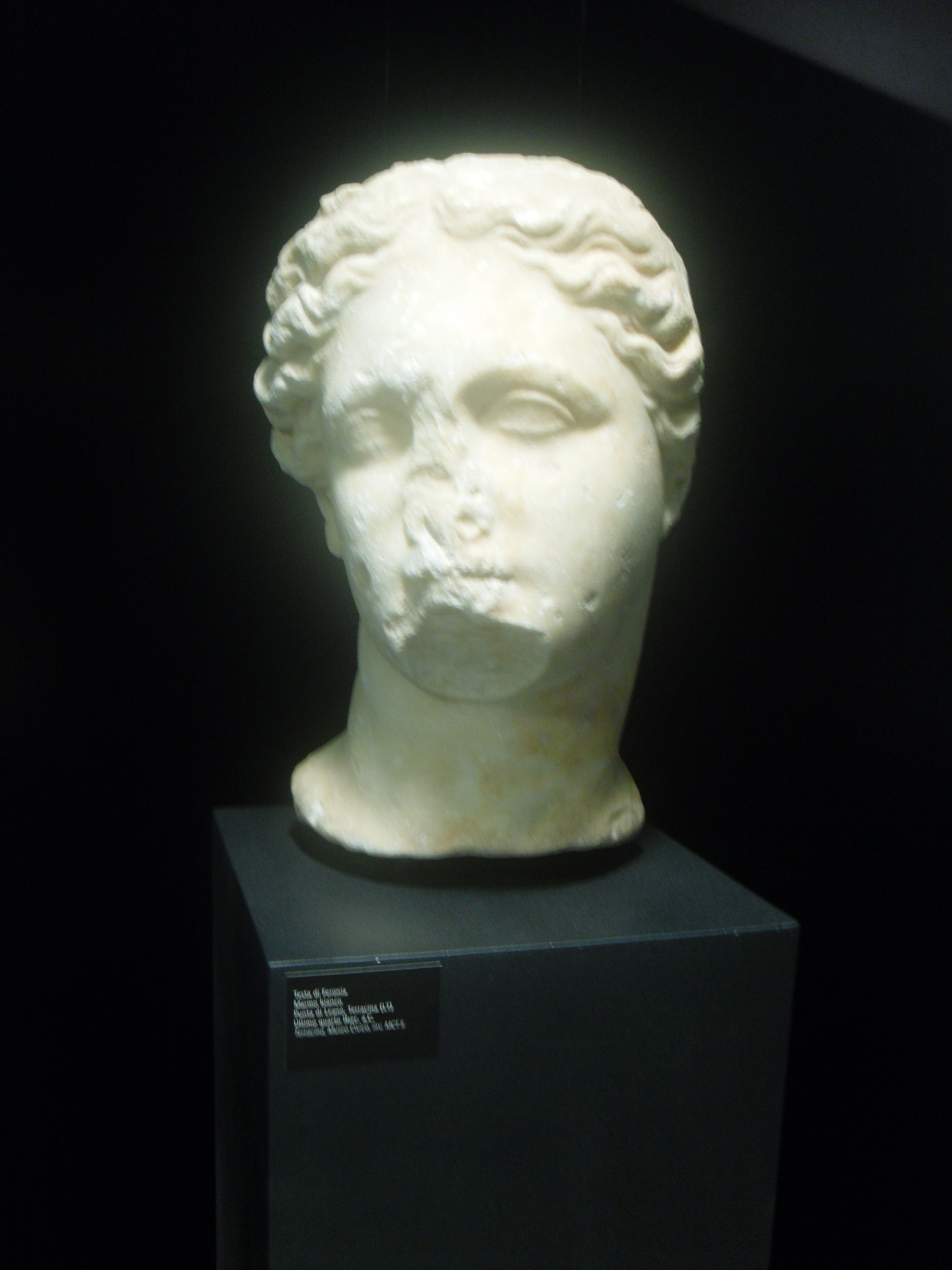
Testa di Feronia rinvenuta a Punta di Leano (Terracina) e conservata nel "Museo della Città di Terracina". Datata ultimo quarto del II sec. a.C.

Feronia, secondo la mitologia romana, era una dea della fertilità, onorata tanto dai Romani quanto dai Sabini.

## Storia
Feronia era una dea di origine italica, protettrice dei boschi e delle messi, celebrata dai malati e dagli schiavi riusciti a liberarsi.
Tra i luoghi sacri a essa dedicati figurano Scorano, oggi frazione di Capena, ove sorge il Lucus Feroniae, il santuario principale; a seguire Trebula Mutuesca (oggi Monteleone Sabino), Terracina, Preneste (oggi Palestrina), Etruria e l'area sacra di largo di Torre Argentina (tempio C) a Roma.
Feronia diede presumibilmente anche il nome a una località della Sardegna (forse in prossimità dell'attuale Posada) citata in molte carte antiche, ma mai individuata con precisione.
Si narra che fosse la madre di Erilo, al quale era riuscita a procurare tre corpi e tre anime. Quando Evandro uccise Erilo, infatti, dovette ripetere l'operazione per tre volte.
La popolarità di Feronia nelle regioni dell'Italia centrale è testimoniata da numerose iscrizioni.
A San Severino Marche un teatro porta il suo nome poiché nelle sue vicinanze si doveva trovare un tempio a lei dedicato; in frazione Monticchio dell'Aquila si erge tuttora una statua con delle scritte a lei dedicate; il capoluogo abruzzese è inoltre luogo delle più antiche testimonianze di celebrazione di Feronia. A Narni, nel piazzale della Rocca Albornoziana eretta nel 1367 a fini militari per volere del cardinale Egidio Albornoz, è presente un'antica cisterna per la raccolta dell'acqua preesistente alla roccaforte: la cisterna è stata eretta su un luogo allora sacro, in età pre-romana, dedicato alla dea Feronia.
Era considerata da alcuni la paredra del dio Soranus e identificata anche con la divinità etrusca Cavatha.